# Лоренс (округ Насо, Њујорк)
Лоренс (енгл. Lawrence) град је у америчкој савезној држави Њујорк.

## Демографија
По попису из 2010. године број становника је 6.483, што је 39 (-0,6%) становника мање него 2000. године.
| Група             | 2000.         | 2010.         |
| Белци             | 6.082 (93,3%) | 6.075 (93,7%) |
| Афроамериканци    | 74 (1,1%)     | 87 (1,3%)     |
| Азијати           | 113 (1,7%)    | 109 (1,7%)    |
| Хиспаноамериканци | 223 (3,4%)    | 185 (2,9%)    |
| Укупно            | 6.522         | 6.483         |